# Abbaye des Ayes
L'abbaye Notre-Dame des Ayes est un ancien monastère cistercien de moniales, situé dans la ville de Crolles, en Isère. Elle a été fondée en 1140 et supprimée pendant la Révolution. Il n'en reste aujourd'hui qu'un bâtiment, vestige probable du logis abbatial.

## Localisation et toponymie
L'abbaye est située à Crolles, dans l'actuelle impasse Elsa-Triolet, le long de l'avenue de l'Abbaye.
Le mot « Ayes » peut avoir plusieurs origines. Une des significations possibles est hayes, signifiant les possessions du seigneur. Une seconde étymologie envisageable est ayes, dérivé du latin « aqua », signifiant que l'abbaye s'implantait dans une zone humide. Enfin, le nom pourrait venir de « haies », l'abbaye n'ayant eu le droit de se protéger que par une palissade végétale.

## Histoire

### Fondation
L'abbaye est fondée vers 1140 par Clémence-Marguerite de Bourgogne, épouse de Guigues IV d'Albon et donc comtesse d'Albon. Certains auteurs avancent la date de 1142 pour la fondation et de 1143 pour l'arrivée des douze religieuses et de l'abbesse, qui seraient venues de l'abbaye du Betton.

### Au Moyen Âge

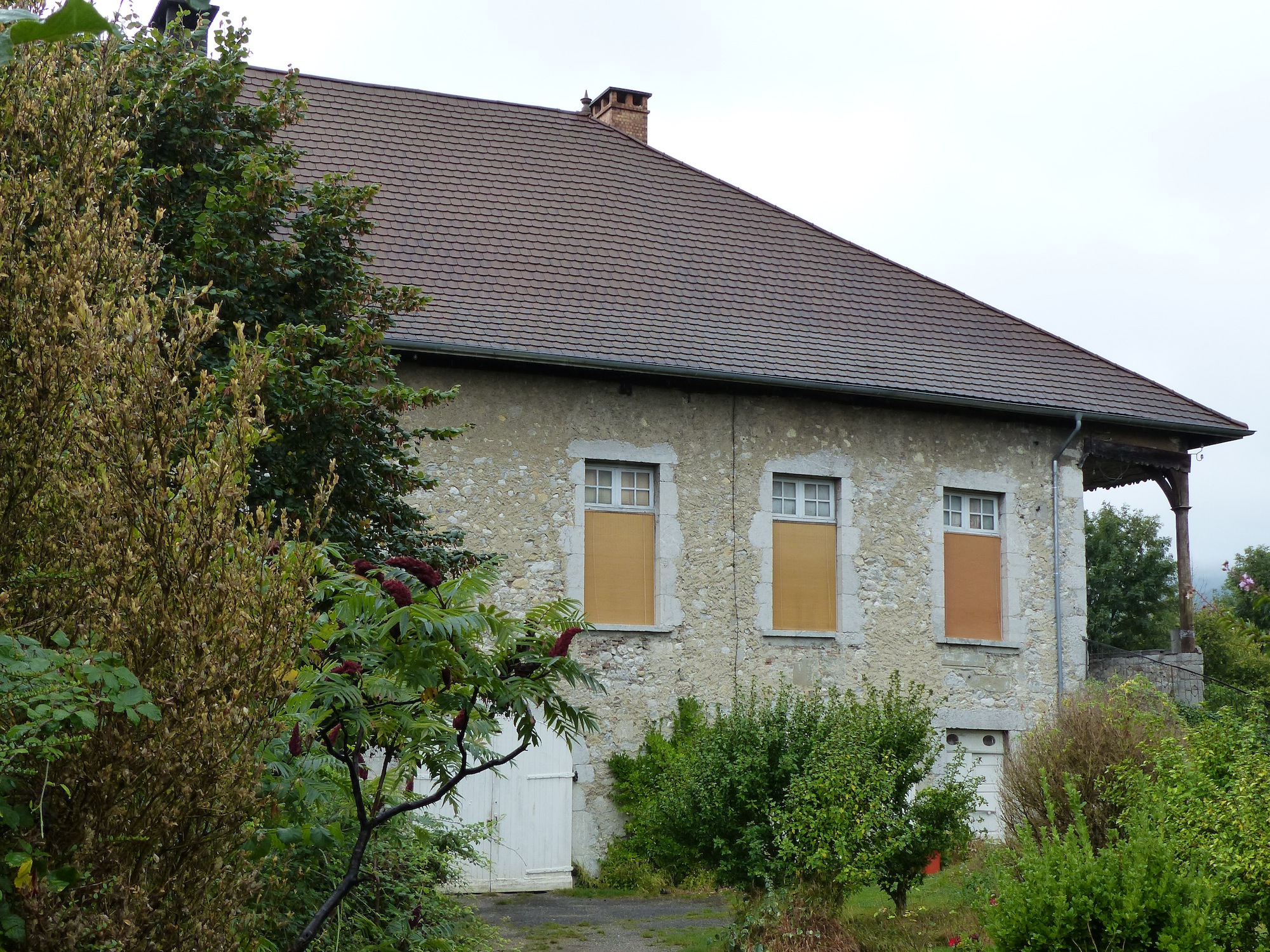
Aile du logis abbatial.

L'abbaye est connue notamment par le moulin qu'elle développe à proximité, sur le ruisseau de Craponoz. Les possessions de l'abbaye sont nombreuses dans le Dauphiné. En 1399, après notamment la peste noire, il semble que le monastère ne comptait plus que dix religieuses, sans compter l'abbesse.

### DuXVIeauXVIIIesiècle
L'abbaye souffre des guerres de religion, durant lesquelles les troupes armées pillent et détruisent en partie les bâtiments en 1560. Un incendie, en 1648, détériore également l'édifice. De 1662 à 1666, l'abbaye est rebâtie.
En 1623, trois religieuses de l'abbaye des Ayes, Claude de Buissonrond, Louise de Paquier et Louise de Ponsonas, désirent également se réformer et fonder un monastère à Grenoble plutôt que dans le Grésivaudan. Sur la recommandation de l'abbé de Tamié, elles sont admises à Rumilly où elles se forment durant près de deux ans dans la congrégation des bernardines réformées. Le 24 novembre 1624, elles fondent l'abbaye Sainte-Cécile, dont Louise de Ponsonas devient la première abbesse, malgré le peu d'entrain de Pierre Scarron, évêque de Grenoble.
La forte personnalité de l'abbesse de Grenoble la fait s'opposer à Louise de Ballon, en particulier sur la rédaction des Constitutions de la nouvelle congrégation, que Louise de Ponsonas réécrit en 1631 tout en modifiant à son avantage l’histoire de la réforme. En ce qui concerne les nombreuses fondations, une partie notable de celles-ci s'effectuant en France, elle peut arguer de sa nationalité, face à Louise de Ballon qui est savoyarde, donc étrangère. 
À la veille de la Révolution (1781), le couvent menace ruine, et son état de délabrement est tel que les vocations rechignent à y entrer ; l'église seule est correctement entretenue, les autres bâtiments « menacent ruine pour la plus grande partie ».

### À la Révolution

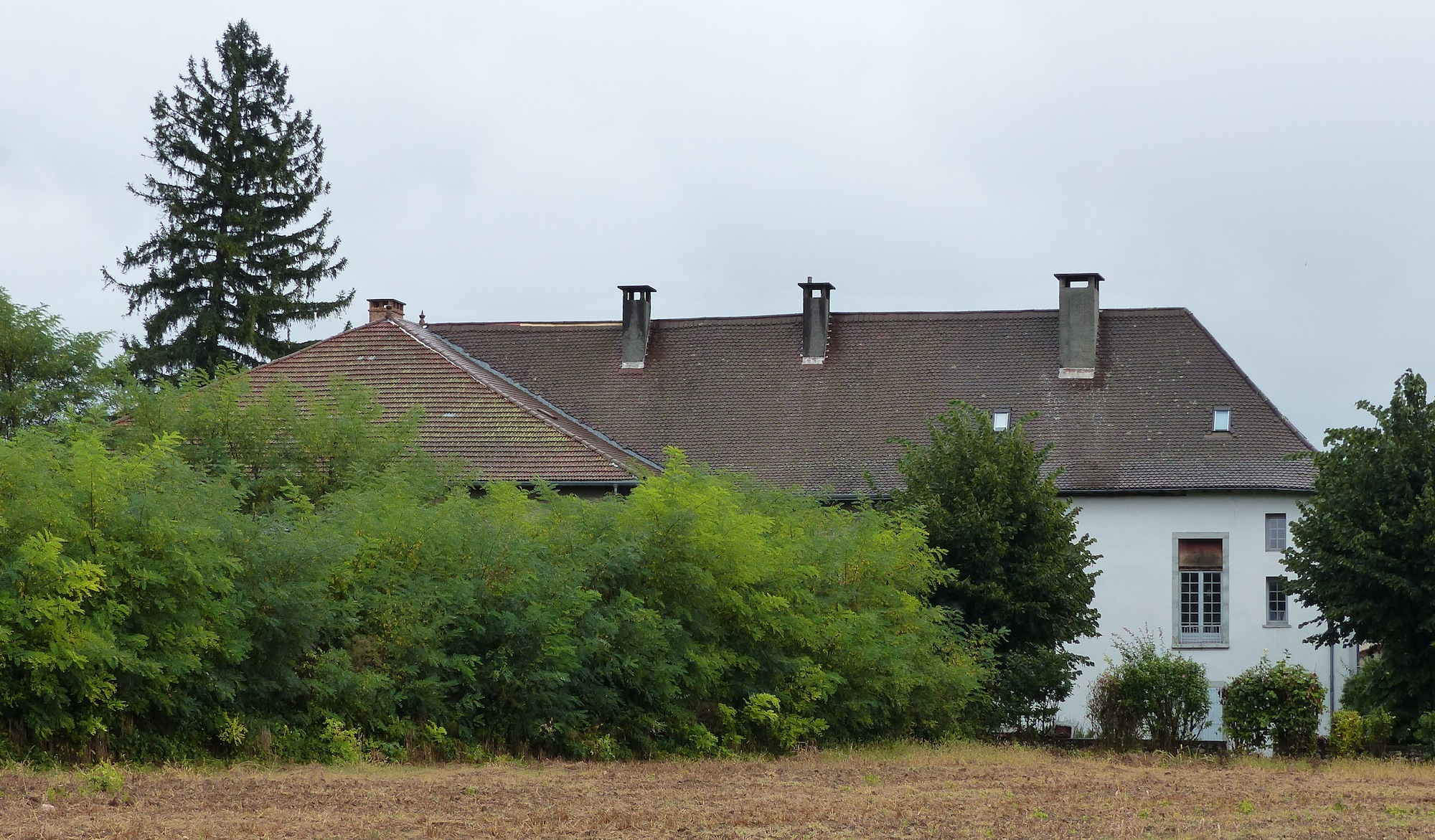
Vue d'ensemble du logis abbatial.

Le 21 janvier 1791, les commissaires révolutionnaires se présentent à l’abbaye et en commencent l'inventaire. Le 18 avril de la même année, le monastère est vendu comme bien national. César de Chaléon l'achète ; il laisse « aux religieuses leurs appartement, le chœur et les chapelles latérales de l'église », le reste lui revenant ainsi qu'à sa femme.
Le 22 septembre 1792, les officiers municipaux se présentent à nouveau, afin de faire évacuer le monastère aux sœurs ; n'y sont alors présents que l'aumônier, une sœur et une converse. Cependant, en février 1793, cinq bernardines du couvent Notre-Dame des Grâces de Tullins s'y réfugient. En 1797, cinq ou six prêtres réfractaires y disent la messe hebdomadaire, rassemblant cinq à six cents fidèles.

## L'abbaye

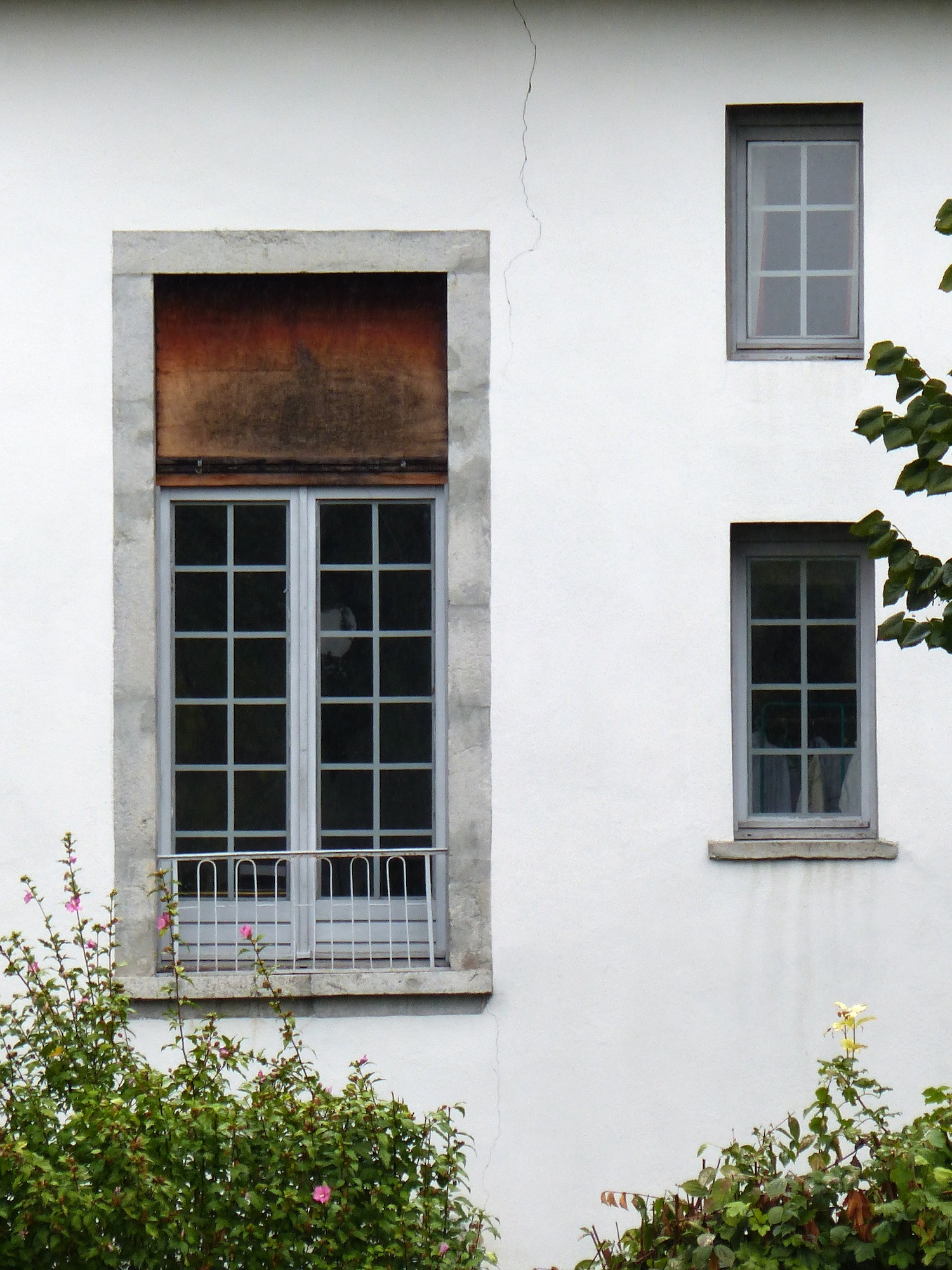
Fenêtres du logis abbatial.

Ne reste aujourd'hui de l'abbaye qu'un corps de logis, reste probable du logis abbatial. Des plafonds peints de la période classique (XVIIe – XVIIIe siècle) le décorent, et des chapiteaux du XIIe siècle, provenant du cloître, y ont été réemployés. Ce bâtiment est inscrit à l'inventaire supplémentaire des monuments historiques depuis le 17 juillet 1990.
Les stalles de l'abbaye sont aujourd'hui situées à la chapelle de la Salette, à Grenoble.

## Filiation et dépendances
L'abbaye est fille de celle de Betton.
Contrairement à l'abbaye, le moulin est conservé et a fonctionné jusque dans les années 1980, avec de nombreuses modernisations aux XIXe et XXe siècles.